# Поварово (Московская область)
По́варово — посёлок городского типа в Московской области России. Входит в городской округ Солнечногорск, относится к одноимённому территориальному управлению в рамках администрации городского округа.
Население — 8470 чел. (2024).

## География
Расположен в центральной части округа, примерно в 13 км к югу от города Солнечногорска, на берегу впадающей в Клязьму реки Радомли.

## История
В «Списке населённых мест» 1862 года Богородское (Поварово, Ивановское) — владельческое село 1-го стана Звенигородского уезда Московской губернии по правую сторону тракта из Воскресенска в Клин, в 40 верстах от уездного города, при реке Безымянке и колодце, с 61 двором, православной церковью и 530 жителями (250 мужчин, 280 женщин).
По данным на 1890 год входило в состав Пятницкой волости Звенигородского уезда, имелось начальное училище, число душ составляло 496 человек.
В 1913 году — 85 дворов, почтовое отделение, земское училище, земская богадельня, казённая винная лавка и два трактира.
По материалам Всесоюзной переписи населения 1926 года — центр Поваровского сельсовета Бедняковской волости Московского уезда Московской губернии, проживало 683 жителя (320 мужчин, 363 женщины), насчитывалось 166 хозяйств, среди которых 166 крестьянских, имелась школа.
С 1929 года населённый пункт — в составе Солнечногорского района Московского округа Московской области. Постановлением ЦИК и СНК от 23 июля 1930 года округа как административно-территориальные единицы были ликвидированы.
1929—1959 гг. — центр Поваровского сельсовета Солнечногорского района.
1959—1960 гг. — центр Поваровского сельсовета Химкинского района.
18.08.1960—30.09.1960 — центр Поваровского сельсовета Солнечногорского района.
Решением Мособлисполкома № 1197 от 30 сентября 1960 года Поварово было преобразовано в дачный посёлок.
С 1963 до 1965 года Поварово находилось в административном подчинении городу Солнечногорску, с 1965 до 2019 года входило в Солнечногорский район.
С 2004 до 2019 года Поварово было административным центром городского поселения Поварово Солнечногорского муниципального района, с 2019 года в дачном посёлке расположено одноимённое территориальное управление Поварово в рамках администрации городского округа Солнечногорск.

## Население
| 1859  | 1890  | 1899  | 1926  | 1979  | 1989  | 1998    | 2002  | 2006  |
| ----- | ----- | ----- | ----- | ----- | ----- | ------- | ----- | ----- |
| 530   | ↘496  | ↘468  | ↗683  | ↗8715 | ↗9066 | ↗10 000 | ↘7602 | →7602 |
| 2009  | 2010  | 2012  | 2013  | 2014  | 2015  | 2016    | 2017  | 2018  |
| ↗7989 | ↘7985 | ↘7943 | ↗7948 | ↘7931 | ↗8118 | ↗8358   | ↗8547 | ↗8574 |
| 2019  | 2020  | 2021  | 2023  | 2024  |       |         |       |       |
| ↗8834 | ↘8819 | ↘8445 | ↘8368 | ↗8470 |       |         |       |       |

## Экономика
В посёлке расположены машиностроительное предприятие «Завод мехатронных изделий», Солнечногорский лесокомбинат, опытный лесхоз. В окрестностях — 98 садоводческих товариществ, за счёт которых население в летний период увеличивается до 35 тысяч человек.

## Инфраструктура
На территории поселка расположены поликлиника, станция скорой медицинской помощи, отделение почтовой связи, филиал Сбербанка.

## Образование
- МБОУ Поваровская СОШ[31]
- МБОУ СОШ им. 8 Марта[32]
- МБДОУ Детский сад № 27 «Ёлочка»[33]
- МБДОУ Детский сад № 52 «Василёк»[34]

## Спорт
Автономное учреждение «Центр по работе с молодёжью, развитию спорта и физической культуры „Поварово-Спорт-Плюс“» активно участвует в спортивной жизни посёлка. В посёлке существует футбольный стадион имени заслуженного тренера и мастера спорта Сергея Ивановича Тихомирова. В 2012 году футбольный клуб «Поварово» принял участие в первенстве России среди команд третьего дивизиона в зоне «Московская область», заняв первое место в группе «Б» и выбыв из розыгрыша Кубка России на стадии 1/16 финала, проиграв на своём поле подмосковной «Истре» со счётом 2:4.

## Культура

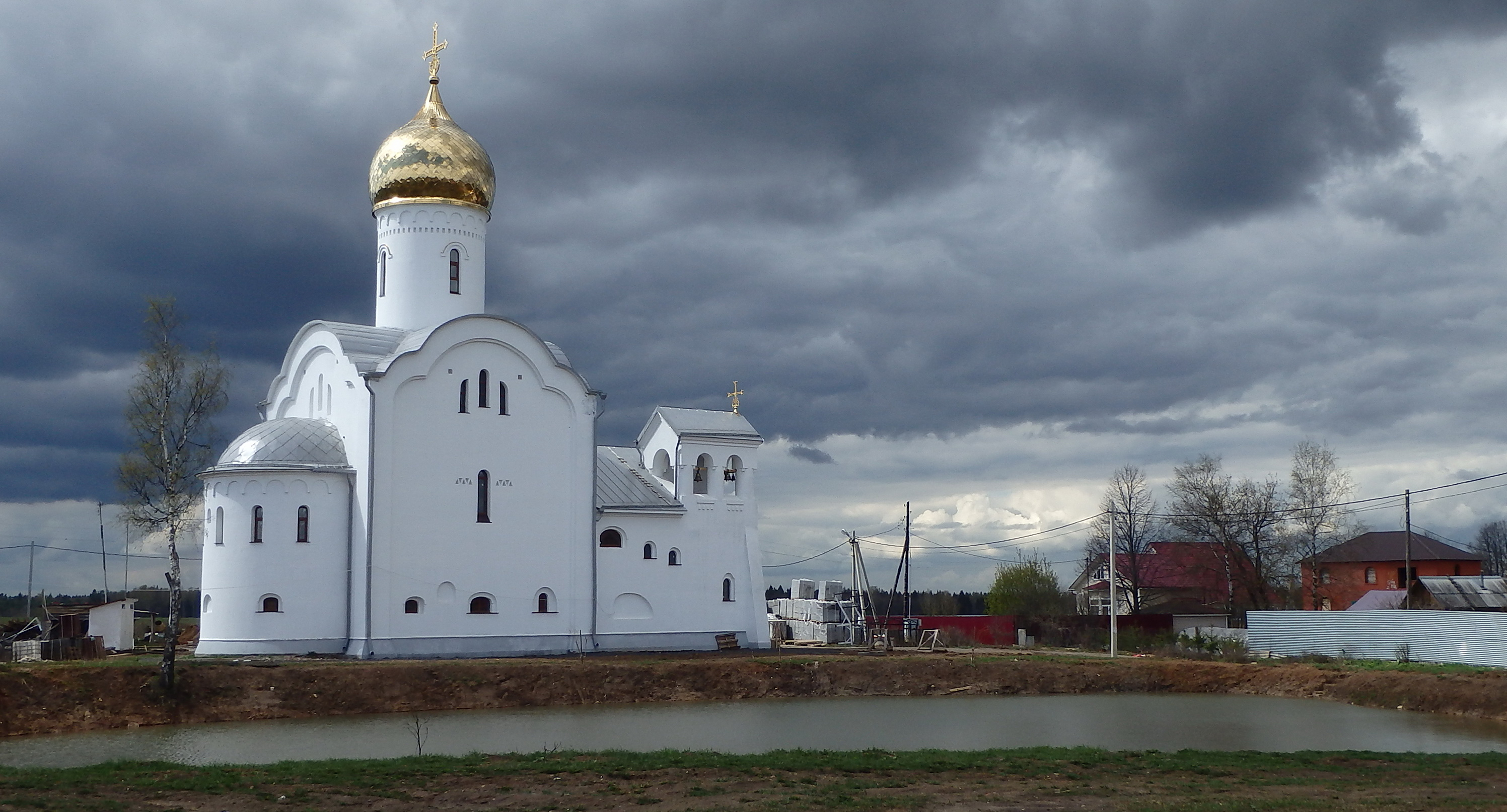
Церковь Рождества Пресвятой Богородицы, 2015 г.

В культурной сфере активно работает автономное учреждение «Поваровский культурный центр».
В посёлке имеются:
- Дом культуры «Поварово»
- Дом культуры «Геофизик»
- Поваровская городская библиотека
- Поваровская городская детская библиотека
- Выставочный зал «Моё Отечество»

## Транспорт

### Автомобильный транспорт
Поселок связан прямым автобусным сообщением с Солнечногорском и Зеленоградом. Внутреннего автобусного сообщения нет. Действуют несколько частных такси.

### Железнодорожный транспорт
В границах поселка расположены станция Поварово-1 с одноимённой платформой и платформой Поваровка, а также платформа 142 км. Станция Поварово-1 с обеими её платформами расположена на Ленинградском направлении (главном ходу Октябрьской железной дороги). Платформа 142 км расположена на Большом кольце Московской железной дороги.

### Достопримечательности
Во времена позднего СССР вблизи Поварова находился, предположительно, передатчик радиостанции УВБ-76, который после распада СССР был сначала расформирован, потом несколько лет находился в состоянии заброса, а потом, в конце 2010-х годов на этом самом месте был построен завод «Мерседес» (юридически на территории технопарка «Есипово»), однако географически это в 100 метрах от Поварова и в 2 километрах от Есипова.